# Jüdischer Friedhof (Freudenburg)

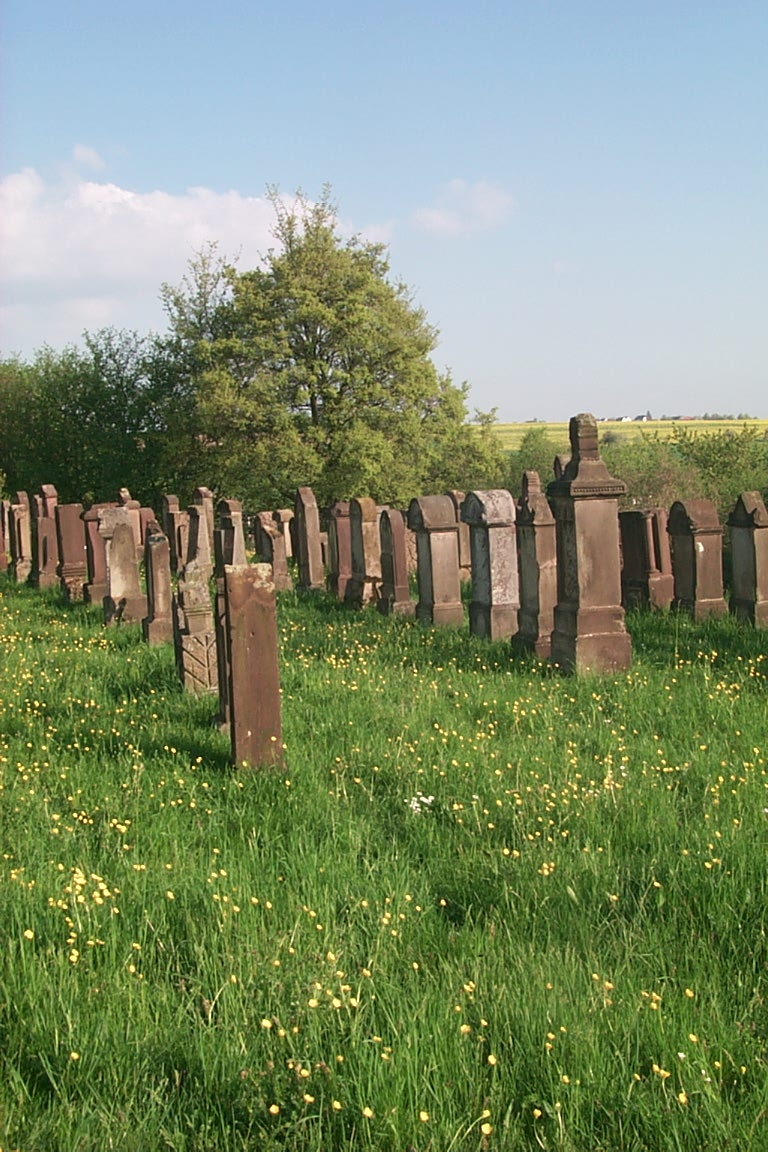
Ansicht des Friedhofs

Der Jüdische Friedhof Freudenburg ist eine alte Begräbnisstätte der Juden in Freudenburg, einer Ortsgemeinde im Landkreis Trier-Saarburg in Rheinland-Pfalz. Der jüdische Friedhof befindet sich etwa 200 Meter nördlich des Marktplatzes an der Maximinstraße.

## Geschichte
Der jüdische Friedhof in Freudenburg, der vermutlich bereits im Dreißigjährigen Krieg angelegt wurde, wird 1684 erstmals urkundlich genannt.
Auf dem Friedhof wurden auch die Toten der umliegenden Orte beigesetzt: Bis 1748 aus Brotdorf, Hilbringen und Merzig. Länger aus Kirf, Könen und Meurich.
Der Friedhof hat nach zwei Erweiterungen (um 1860 und um 1900) eine Fläche von 35,44 Ar. Heute sind noch 118 Grabsteine (Mazewot) vorhanden.

## Schändungen
In den Jahren 1917 und 1919 erfolgten Schändungen des Friedhofes, es wurden Grabsteine umgeworfen bzw. zertrümmert. Auch in der Zeit des Nationalsozialismus wurde der Friedhof geschändet und während des Zweiten Weltkriegs kam es durch Granateneinschläge zu weiteren Beschädigungen. Nach 1945 wurde der Friedhof wieder instand gesetzt.